# Sony Ericsson K610i
Sony Ericsson K610i為索尼爱立信於2006年7月推出的3G手提電話。內建200萬畫素數位相機。